# Gefällwald
Der Gefällwald ist ein vom Landratsamt Karlsruhe durch Verordnung vom 15. Oktober 1962 ausgewiesenes Landschaftsschutzgebiet auf dem Gebiet der Stadt Ettlingen im Landkreis Karlsruhe. 

## Lage und Beschreibung
Das 8,8 Hektar große Landschaftsschutzgebiet liegt nördlich des Malscher Ortsteils Sulzbach zwischen Edelsbach und Lochmühlegraben. Es gehört zum Naturraum der Ortenau-Bühler Vorberge. Im Westen schließt jenseits der Landesstraße 607 das Landschaftsschutzgebiet Kinzig-Murg-Rinne zwischen Ettlingen und Malsch an.
Das Gebiet ist überwiegend bewaldet. In Teilen handelt es sich um Auwald, der als Waldbiotop geschützt ist. Im Süden befinden sich die Gefällwiesen, eine Lichtung mit mageren Flachland-Mähwiesen und einzelnen Obstbäumen.